# Homoporus brevigenalis
Homoporus brevigenalis är en stekelart som beskrevs av Dzhanokmen 1999. Homoporus brevigenalis ingår i släktet Homoporus och familjen puppglanssteklar.
Artens utbredningsområde är Kazakstan. Inga underarter finns listade i Catalogue of Life.